# Paul's Boutique
Paul's Boutique je drugi studijski album američkog glazbenog sastava Beastie Boys, a izdan je 25. srpnja 1989. godine. Za razliku od prvog albuma Beastie Boysa Licensed To Ill koji je bio enormno popularan te je dobio pozitivne kritike, Paul's Boutique  u vrijeme svog izlaska je proglašen komercijalnim neuspjehom jer nije generirao nijedan veliki hit. Ipak, danas se smatra naboljim albumom Beastie Boysa.
Paul's Boutique producirali su "E.Z. Mike" (Michael Simpson) i "King Gizmo" (John King), poznatiji kao Dust Brothers - tada je član Dust Brothersa bio i Matt Dike. Oni su uvelike koristeći dijelove tuđih pjesama (tehnika zvana sempliranje) složili savršenu podlogu za zabavne stihove Adrocka, MCA-a i Mike D-a. Zapravo, kraj 80-ih je bilo jedino moguće vrijeme za stvaranje ovakvoga albuma jer se tada za sempliranje nije običavalo tražiti dopuštenje autora. Nakon što je Gilbert O'Sullivan 1991. tužio repera Biza Markieja zbog neovlaštenog korištenja dijela njegove pjesme, praksa u hip hopu se uvelike promijenila, te se za svaki sample trebalo plaćati naknadu autoru. Produkcija Paul's Boutiquea u današnje vrijeme bila bi preskupa i preriskantna.
Povodom 20. godišnjice izlaska, Beastie Boys su remasterirali i reizdali album 27. siječnja 2009.

## Popis pjesama
1. "To All the Girls" – 1:29
2. "Shake Your Rump" – 3:19
3. "Johnny Ryall" – 3:00
4. "Egg Man" – 2:57
5. "High Plains Drifter" – 4:13
6. "The Sounds of Science" – 3:11
7. "3-Minute Rule" – 3:39
8. "Hey Ladies" – 3:47
9. "5-Piece Chicken Dinner" – 0:23
10. "Looking Down the Barrel of a Gun" – 3:28
11. "Car Thief" – 3:39
12. "What Comes Around" – 3:07
13. "Shadrach" – 4:07
14. "Ask for Janice" – 0:11
15. "B-Boy Bouillabaisse" – 12:33
  1. "59 Chrystie Street"
  2. "Get on the Mic"
  3. "Stop That Train"
  4. "Year and a Day"
  5. "Hello Brooklyn"
  6. "Dropping Names"
  7. "Lay It on Me"
  8. "Mike on the Mic"
  9. "A.W.O.L."

## B-strane
Pjesme koje su također nastale u doba snimanja albuma, no nisu izašle na samom albumu su:
- "Some Dumb Cop Gave Me 2 Tickets Already"
- "And What You Give is What You Get"
- "Caught in the Middle of a 3-Way Mix"
- "Your Sister's Def"
- "33% God"
- "Dis Yourself in '89 (Just Do It)"

Ove pjesme su izašle na singlovima Paul's Boutiquea, a neke se mogu naći i na japanskim verzijama albuma.

## Autori
- Beastie Boys - producenti
- Dust Brothers - producenti
- Matt Dike - producent
- Mario Caldato Jr. - producent
- Allan Abrahamson - asistent produkcije
- Nathaniel Hornblower - fotografija
- Ricky Powell - fotografija
- Mathew Cohen - asistent fotografije
- Jeremy Shatan - asistent fotografije
- Dominick Watkins - asistent fotografije

## Ostavština

### Beastie Boys trg
Godine 2022. gradsko vijeće New Yorka glasalo je da se raskrižje ulica Ludlow i Rivington - lokacije koja se nalazi na naslovnici albuma - na južnom Manhattanu preimenuje u Beastie Boys trg (eng. Beastie Boys Square). Glasanje o tome je rezultat kampanje koju je 2013. godine započeo povjesničar LeRoy McCarthy. Prvo glasanje o preimenovanju tog raskrižja bilo je 2014. godine, no tada preimenovanje nije izglasano. Trg je službeno preimenovan 9. rujna 2023. godine, a to se dogodilo istovremeno i s 50-om obljetnicom nastanka hip-hopa.

## Vanjske poveznice
- Stihovi i popis sampleova korištenih u albumu Paul's Boutique
- Kritika albuma na hrvatskom